# Rio Galvão
O rio Galvão é um rio em Portugal. Tem como trajectória a aldeia de Reguengo Grande, a qual divide ao meio. Atravessa as paisagens na beira-rio com vistas privilegiadas, sobretudo na zona do vale, onde existem cascatas e grutas de grande interesse. Existem pontes romanas que são grande atracção histórica.
Seguindo este rio vamos ter ao Pó e, adiante junta-se ao rio Real, pouco antes da lagoa de Óbidos.
Em tempos, este rio servia para as mulheres irem lavar a roupa, onde conviviam bastante.[carece de fontes?]